# Xã Middle Fork, Quận Ringgold, Iowa
Xã Middle Fork (tiếng Anh: Middle Fork Township) là một xã thuộc quận Ringgold, tiểu bang Iowa, Hoa Kỳ. Năm 2010, dân số của xã này là 238 người.